# Kémesítve
A Kémesítve  (eredeti cím: Spies in Disguise) 2019-ben bemutatott amerikai 3D-s számítógépes animációs film, amelyet Troy Quane és Nick Bruno  rendezett. A forgatókönyvet  Brad Copeland, Lloyd Taylor, és Cindy Davis Hewitt írta. A film zeneszerzője Theodore Shapiro. A film gyártója a Blue Sky Studios, a 20th Century Fox Animation és Chernin Entertainment, forgalmazója a 20th Century Fox. A film műfaja akciófilm és filmvígjáték.
Amerikában 2019. december 25-én, Magyarországon egy nappal később mutatták be a mozikban.
A 20th Century Foxnak ez volt az utolsó olyan filmje, amely a saját égisze alatt jelent meg, miután a Walt Disney Pictures felvásárolta a stúdiót 2019-ben. A Blue Sky Studios 2021-es bezárása után a stúdió utolsó filmes produkciójának számít.

## Szereplők
| Szereplő                            | Eredeti hang     | Magyar hang        |
| ----------------------------------- | ---------------- | ------------------ |
| Lance Sterling szuper ügynök        | Will Smith       | Nagy Ervin         |
| Walter Beckett feltaláló            | Tom Holland      | Puskás Péter       |
| Marcy Kappel ügynök                 | Rashida Jones    | Pikali Gerda       |
| Killian                             | Ben Mendelsohn   | Pál András         |
| Eufória                             | Reba McEntire    | Radó Denise        |
| Wendy Beckett, Walter anyja, rendőr | Rachel Brosnahan | Kisfalvi Krisztina |
| Szemes                              | Karen Gillan     | Nemes Takách Kata  |
| Füles                               | DJ Khaled        | Mészáros Máté      |
| Kimura                              | Masi Oka         | Seder Gábor        |

## Cselekmény
Lance Sterling, „a világ legmenőbb titkos ügynöke” címmel büszkélkedő arrogáns amerikai kém csak nemrég tért vissza legújabb küldetéséről, melyen egy veszélyes harci drónt kellett visszaszereznie egy japán fegyverkereskedőtől. Az akciót nem könnyítette meg Lance ellenszegülése a felettesének a csapatával való együttműködésről (Lance filozófiája szerint ő egyedül dolgozik), illetve, hogy tűzharcba keveredett a drónt megvásárolni óhajtó robotkezű terroristával, ráadásul az egyik rejtett fegyvere sem a kívánt cél szerint működött, golyó helyett ugyanis csillámot szórt a bűnözőkre. Lance mindezek ellenére sikeresen visszaszerezte a drónt tartalmazó aktatáskát, és az ügynökség központjába visszatérve kérdőre vonja Walter Beckettet, egy fiatal, briliáns elméjű, bár szociálisan kirekesztett fegyvertervezőt a csillámot szóró fegyverről. Walter állítása szerint a találmányaival békésebb módot szeretne teremteni a bűnözőkkel való leszámolásra, legújabb találmánya pedig, melyet úgy hív, „biodinamikus álcázás”, szerinte forradalmasítani fogja a kémipart. Lance-t nem érdekli a dolog, és otthagyja őt, mielőtt elmagyarázhatná, hogyan működik.
A visszaszerzett aktatáskáról kiderül, hogy üres. A belső ügyosztály vezetője, Marcy Kappel Sterlinget vádolja a drón eltűnéséért, miután egy felvételen jól látszik, ahogy az ügynök megszökik vele. Lance biztos benne, hogy a robotkezű terrorista áll e mögött, ezért célul tűzi ki magának, hogy megtalálja. Miután megszökik a letartóztatás elől, felkeresi Waltert, hogy igénybe vegye a „biodinamikus álcázást”, amivel egy időre eltűnhet üldözői elől. Csakhogy véletlenül egy fejlesztés alatt álló szérum kísérleti változatát issza meg, amihez Walter galamb-DNS-t használt, így Lance maga is galambbá változik. A visszaváltoztatásra nincs idő, mert Marcy és ügynökei megérkeznek, hogy lekapcsolják őket. A duó az utolsó pillanatban elmenekül Lance kémkocsijával. Lance nagy nehezen beleegyezik, hogy társául fogadja Waltert, amíg ő ki nem fejleszti az ellenszérumot, amivel visszaalakulhat emberré. Addig megpróbál galambtestben boldogulni, ami Walter szerint még hasznára is válhat, hiszen a galambok mindenhol jelen vannak, senkinek sem gyanúsak, így ez tökéletes álca lehet egy kém számára.
A páros ezek után Mexikóba repül, hogy a robotkezű fickót illetően információt szedjenek ki Kimurából, egy japán fegyveresedőből. Playa del Carmenben találnak rá, ahol közös együttműködéssel és Walter igazság-szérum találmányával kiszedik belőle, hogy a robotkezű fickó neve Killian, és jelenleg Velencében tartózkodik, ahol célja, hogy megszerezze az ügynökség minden titkos ügynökének kilétét tartalmazó adatbázist.
Lance és Walter mihamarabb Velencébe utaznak, hogy megállítsák. Helyzetüket nehezíti, hogy Marcy és csapata a nyomukban vannak, és őrizetbe veszik Waltert, miközben Lance állapotáról mit sem tudnak.
Killian egy holografikus álarc segítségével ismét felveszi Sterling alakját, és a harci drónnal, melyből most már több ezer példánnyal rendelkezik, megszerzi a szigorúan őrzött adatbázist. Az ügynökök megpróbálják megállítani, ám ő az okozott felfordulás hevében elmenekül. Mindez Walternek és Lance-nek is alkalmat ad a menekülésre, Marcy pedig kezd kételkedni Sterling bűnösségét illetően, miután tisztán látta, hogy a titkos ügynöknek robotkeze volt a bűntett során.
Walter elmondja, hogy nyomkövetőt tett Killian ruhájára, így pontosan meg tudják határozni, hol van jelenleg. Kiderítik, hogy a Csendes-óceán közepén tartózkodik egy rejtett szigeten, így egy mini tengeralattjáróval célba veszik a rejtekhelyét.
Az út során Walter kifejleszti az ellenszérumot, és Lance visszaváltozik emberré. A szigetre érve úgy dönt, egyedül száll szembe Killian-nel, mert nem akarja Waltert veszélybe sodorni, ezért elkábítja, és a tengeralattjárót automatikusan visszairányítja a szárazföld felé. Egyedi akciója azonban balul sül el, Killian fogságba ejti. Elárulja, hogy Sterling egyik korábbi, kirgizisztáni küldetése során vesztette el a kezét, valamint a leghűségesebb embereit, csak mert a hősködő ügynök nem törődött azzal, hogy „bűnözők” életét megóvja. Most bosszúból a teljes ügynökség likvidálására készül, a beprogramozott drónokat Washingtonba irányítja, ahol az ügynökség titkos, föld alatti központja áll. Látszólag Walterrel is végez, miután két drónt a tengeralattjáró felrobbantására küld. Ő azonban az egyik találmányával még időben megmenekül.
Amint Walter visszatér a szigetre, kiszabadítja Lance-t, aki belátja, hogy Walternek igaza volt a bűnözők békésebb módú ártalmatlanítására. Együtt tájékoztatják Marcyt az ügynökségre leselkedő veszélyről, aki sürgősen kirendeli az embereit a szigetre, hogy a páros segítségére legyenek. Lance Walter egyedi, békés hatású kütyüit bevetve felveszi a harcot Killian ellen, miközben Walter próbálja meghekkelni Killian robotkezét a drónok deaktiválására.
Killian az egyik drónnal megkísérel elmenekülni, Walter azonban a lábába kapaszkodik, és mikor már több száz méter magasan vannak, sikerül leállítania az összes drónt. Emiatt mindketten zuhanni kezdenek, ám a fiú az utolsó találmányával megóvja a terroristát a zuhanástól. Ő maga már nem tud megmenekülni, csakhogy Lance, aki közben újra galambbá változtatta magát, egy tucat másik galambbal összedolgozva elkapja őt, és biztonságban a földre helyezik. Az ügynökség megmenekül, Killiant pedig letartóztatják a bűneiért.
Annak ellenére, hogy sokakat megmentettek, Lance és Walter távozni kényszerül az ügynökségtől túlzott engedetlenség és hazaárulás miatt. Marcy viszont kedvező ajánlatot tesz nekik egy belső ügyosztályi munkára, ott ugyanis nagy hasznát tudnák venni Walter kreativitásának. Lance és Walter hivatalosan is társak lesznek, és ettől kezdve együtt dolgoznak azon, hogy békésebben harcoljanak a bűnözők ellen.

## Produkció
A filmet legelőször 2017 októberében jelentették be. Ekkor még nem volt címe, a Blue Sky Studios csupán annyit árult el, hogy a történet Lucas Martell 2009-es rövidfilmjén, a Pigeon: Impossible című alkotáson fog alapulni, és hogy a főszereplők hangjait Will Smith és Tom Holland fogják szolgáltatni. 2018 tavaszán fedték fel a film végleges címét (Spies in Disguise). Ugyanezen év októberében bejelentették, hogy Ben Mendelsohn, Karen Gillan, Rashida Jones, DJ Khaled és Masi Oka is csatlakoztak a stábhoz. 2019 júliusában Reba McEntire és Rachel Brosnahan közreműködése is nyilvánossá vált.

## Bemutató
A film bemutatóját eredetileg 2019. január 19.-ére szánták. Később ezt a dátumot eltolták áprilisra, majd végül szeptember 13-ra tűzték a bemutatót. Miután azonban a Walt Disney Pictures felvásárolta a 20th Century Fox-ot, ők rendelkeztek a stúdió minden filmjének jogaival. Hogy elkerüljék a saját gyártású filmjeikkel való azonos megjelenést és esetleges vetélkedést, a bemutatót még egyszer eltolták december 25-re.